# کونستانتا بورچیکا
کونستانتا بورچیکا (رومانیایی: Constanța Burcică) née Pipotă; زاده ۱۵ مارس ۱۹۷۱ در Sohatu, شهرستان کالاراشی) ورزشکار زن رشتهٔ روئینگ اهل کشور رومانی است. وی در بین سال‌های ‎۱۹۹۲ تا ۲۰۰۸ میلادی در مسابقات بازی‌های المپیک تابستانی در مجموع ۵ مدال، شامل ۳ مدال طلا و ۱ نقره و ۱ برنز را کسب کرد.